# Joan Roughgarden
Joan Roughgarden (nascida Jonathan Roughgarden a 13 de março de 1946) é uma bióloga evolutiva e ecologista americana, tendo escrito mais de cem obras. É conhecida polo seu evolucionismo teísta e a sua crítica académica da teoria da seleção sexual de Charles Darwin.